# Região Geográfica Imediata de Vilhena

Localização da Região Imediata de Vilhena em Rondônia.

A Região Geográfica Imediata de Vilhena é uma das 6 regiões imediatas do estado brasileiro de Rondônia, uma das 3 regiões imediatas que compõem a Região Geográfica Intermediária de Ji-Paraná e uma das 509 regiões imediatas no Brasil, criadas pelo IBGE em 2017. É composta de 7 municípios.